# Игнатенко, Дмитрий Александрович
Дмитрий Александрович Игнатенко (бел. Дзмітрый Аляксандравіч Ігнаценка; род. 1 февраля 1995, Гомель) — белорусский футболист, защитник клуба «Лесхоз».

## Карьера

### Клубная
Карьеру начал в составе «Гомеля», с 2013 года играл за дубль. 13 июля 2014 года дебютировал в основном составе «Гомеля» в матче против «Нафтана», выйдя на замену на 89-й минуте. В конце сезона стал прочно выходить в стартовом составе клуба на позиции центрального защитника. В декабре 2014 года продлил контракт.
Сезон-2015 начал на скамейке запасных, а с мая закрепился в качестве основного центрального защитника. В сентябре получил травму, из-за которой выбыл до конца сезона. В феврале 2016 года продлил контракт, однако из-за травмы почти не появлялся на поле, а сезон-2017 полностью пропустил.
В августе 2018 года был арендован бобруйской «Белшиной». В декабре по окончании аренды вернулся в «Гомель».
В декабре 2019 года покинул расположение клуба после его вылета в Первую лигу и присоединился к «Городее». Был игроком стартового состава команды.
В январе 2021 года перешёл в мозырскую «Славию». Большую часть сезона 2021 пропустил из-за травмы. В декабре продлил контракт с клубом. Свой первый гол за клуб забил 7 мая 2022 года в матче против брестского «Динамо». В январе 2023 года футболист покинул клуб. После футболист завершил профессиональную карьеру из-за травмы колена, став работать в сфере технического обслуживания трасс газопровода. В июле 2023 года присоединился к гомельскому «Лесхозу» из Второй лиги, однако из-за противопоказаний игры в футбол на поле почти не выходил.

### В сборной
Выступал за юношескую сборную Беларуси (до 19 лет). 13 августа 2014 года дебютировал за молодёжную сборную Беларуси в товарищеском матче против молодёжной сборной Армении.

## Достижения
- Победитель Первой лиги Беларуси по футболу: 2016

## Статистика
| Сезон    | Дивизион | Клуб            | Страна        | Матчи | Голы |
| -------- | -------- | --------------- | ------------- | ----- | ---- |
| 2012     | дубль    | Гомель          | Флаг Беларуси | 7     | 0    |
| 2013     | дубль    | Гомель          | Флаг Беларуси | 26    | 2    |
| 2014     | Д1       | Гомель          | Флаг Беларуси | 10    | 1    |
| 2015     | Д1       | Гомель          | Флаг Беларуси | 13    | 0    |
| 2016     | Д1       | Гомель          | Флаг Беларуси | 3     | 0    |
| 2017     | Д1       | Гомель          | Флаг Беларуси | 0     | 0    |
| 2018 (1) | дубль    | Гомель          | Флаг Беларуси | 1     | 0    |
| 2018 (2) | Д2       | Белшина         | Флаг Беларуси | 10    | 0    |
| 2019     | Д1       | Гомель          | Флаг Беларуси | 9     | 0    |
| 2020     | Д1       | Городея         | Флаг Беларуси | 22    | 1    |
| 2021     | Д1       | Славия (Мозырь) | Флаг Беларуси | 2     | 0    |